# Амзібашівська сільська рада
Амзіба́шівська сільська рада (рос. Амзибашевский сельский совет) — муніципальне утворення у складі Калтасинського району Башкортостану, Росія. Адміністративний центр — присілок Амзібаш.

## Населення
Населення — 603 особи (2019, 757 в 2010, 985 в 2002).

## Склад
До складу поселення входять такі населені пункти:
| Населений пункт         | Населення, осіб (2002) | Населення, осіб (2010) |
| ----------------------- | ---------------------- | ---------------------- |
| Амзібаш, присілок       | 524                    | 417                    |
| Кангулово, присілок     | 22                     | 14                     |
| Козлоялово, присілок    | 218                    | 151                    |
| Красний Яр, присілок    | 98                     | 76                     |
| Новий Амзібаш, присілок | 16                     | 11                     |
| Чашкино, присілок       | 107                    | 88                     |